# Tengah (Pelayangan)
Tengah is een bestuurslaag in het regentschap Jambi van de provincie Jambi, Indonesië. Tengah telt 796 inwoners (volkstelling 2010).